# Turtola

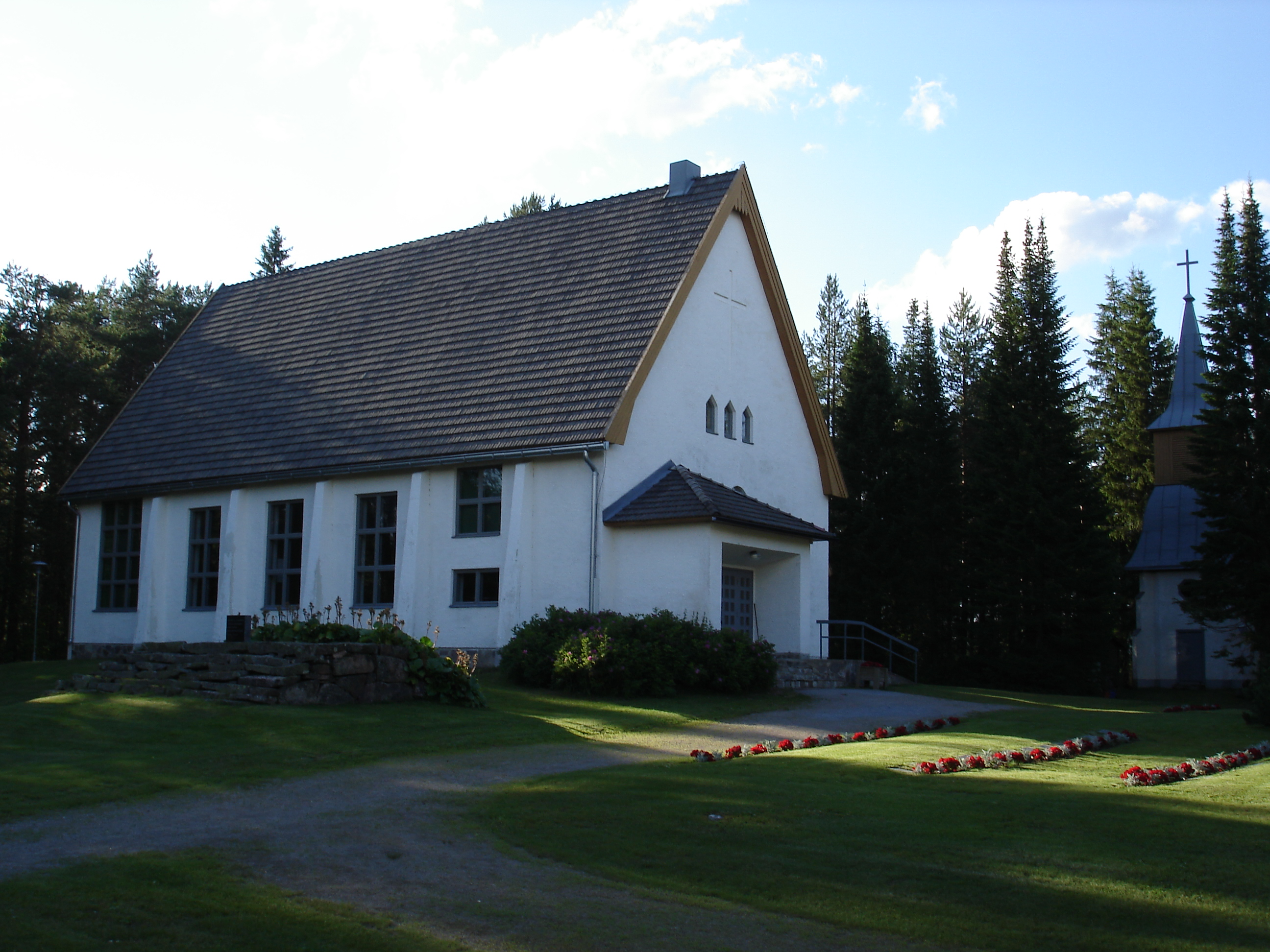
Turtola kyrka. Kyrkan byggdes efter kriget och stod klar 1953.

Turtola är en by och tidigare tätort i Pello kommun i Finland. Fram till 1949 var Turtola centrum i kommunen. Byn ligger vid Torne älv mitt emot Svanstein i Sverige. Turtola ligger vid Finlands Riksväg 21 (E 8). Vintertid iordningställs ofta en isväg mellan Turtola och Svanstein. Två finska statsministrar är födda inom Turtola församling (numera Pello församling): Kaarlo Castrén (statsminister 1919) och Paavo Lipponen (statsminister 1995–2003).

## Historia
Före freden i Fredrikshamn 1809 tillhörde Turtola Övertorneå socken. Fredsuppgörelsen innebar att socknen klövs och att området öster om Torne älv tillföll Ryssland. Eftersom sockenkyrkan (Övertorneå kyrka) låg på västra sidan om Torne älv blev området öster om älven utan kyrka. Kyrkor började byggas på älvens östra sida och 1818 stod en rödmålad korskyrka klar i Turtola. 1820 bildade Turtola kapellförsamling under nybildade Övertorneå (Alkkula) pastorat. År 1894 bildade Turtola eget pastorat.
Turtola kommun bildades 1867. I oktober 1944, under Lapplandskriget, blev kommunen nästan helt nedbränd av tyska armén som tillämpade brända jordens taktik under sin reträtt. Vid återuppbyggnaden förlades kommuncentrum till byn Pello i stället för till Turtola. År 1949 ändrades kommunnamnet från Turtola kommun till Pello kommun. Församlingsnamnet ändrades 1975 från Turtola till Pello. Efter kriget byggdes nya kyrkor i både Turtola och Pello. Båda kyrkorna stod färdiga 1953.

### Befolkningsutveckling
| Befolkningsutvecklingen i Turtola 1960–1995           | Befolkningsutvecklingen i Turtola 1960–1995 | Befolkningsutvecklingen i Turtola 1960–1995 | Befolkningsutvecklingen i Turtola 1960–1995 | Befolkningsutvecklingen i Turtola 1960–1995 |
| ----------------------------------------------------- | ------------------------------------------- | ------------------------------------------- | ------------------------------------------- | ------------------------------------------- |
|                                                       |                                             |                                             |                                             |                                             |
| År                                                    |                                             |                                             | Folkmängd                                   | Landareal (km²)                             |
| 1960                                                  | 1960                                        |                                             | 286                                         | 1,75                                        |
| 1980                                                  | 1980                                        |                                             | 221                                         | 4,5                                         |
| 1990                                                  | 1990                                        |                                             | 210                                         | 2,02                                        |
| 1995                                                  | 1995                                        |                                             | 222                                         | 2,05                                        |
| Anm.: Ej tätort 1970. Ny tätort 1980. Ej tätort 2000. |                                             |                                             |                                             |                                             |